# Carmen Gayón
María del Carmen Gayón Córdova (Ciudad de México, 1951) es una artista mexicana. Su obra está dedicada principalmente al grabado, pero hace exploraciones entre otras técnicas como relieves sobre láminas, ilustraciones para libros y esculturas de alambre. Junto con Nunik Sauret, fue una de las pocas personas dedicadas a la producción de exlibris en la década de los ochenta en México, éstos son un sello particular con que se marcan los libros de determinada propiedad y forman parte de una tradición ligada a los bibliófilos y coleccionistas. Este nexo entre el grabado, el arte y los libros devela también otro aspecto de su trabajo ligado tanto a la investigación histórica como al diseño de publicaciones. 
La artista realizó la exposición Sueños Rotos, mujeres de Ciudad Juárez (2016) en la Sala de Arte del Instituto Sonorense de Cultura y también se han exhibido sus obras en la Galería Francisco Díaz de León para la exposición Fortalezas, colectiva femenina de la colección de la Secretaría de Hacienda y Crédito Público.

## Producción artística
Su trabajo artístico se encuentra en parte en la Colección de la Secretaría de Hacienda y Crédito Público y su Museo de Arte, allí cuentan con ocho obras de la artista Carmen Gayón, entre pinturas y grabados. Sus producciones abarcan desde 1986 hasta 1991, siendo recabadas hasta 1994, lo que señala que fueron prontamente recolectadas por la institución. Las obras recogen distintas imágenes de la ciudad y sus medios de transporte, aluden tanto a las y los pasajeros como a las escenas de cotidianidad que suceden en el día a día. Resulta interesante ver cómo trabajadoras y trabajadores de la clase media se desplazan para obtener su sustento y en el camino, en el tránsito del mientras, en los no-lugares, se dedican a pensar, descansar, dormir, leer o conversar. 
Su concepción del entorno inmediato nos permite repensar sus palabras. En una entrevista reciente la artista señalaba que: “El artista vive en su época, en su tiempo, y tiene que trabajar los temas que corresponden a la época, no puede uno permanecer indiferente al mundo que lo rodea”. Con ello algunas de sus obras se titulan Guerra o Noticias de guerra, relacionando los aconteceres bélicos con la propia subjetividad del individuo. La confrontación de pequeños gestos leídos desde un marco territorial más amplio, dentro de una lectura social amplia, permite comprender cómo la autora fue capaz de representar hechos cotidianos al interior del metro o del camión, para actualmente dedicarse a trabajar con temas como el feminicidio y la desaparición de mujeres en Ciudad Juárez. La artista además hace exploraciones materiales con algunos escombros, alambres, cercas, vallas y otros objetos de desecho en "que predominan el entorno de las víctimas, son los materiales de maquiladoras, fábricas, la línea fronteriza de Ciudad Juárez". Este trabajo de Gayón busca visibilizar y reflexionar sobre la violencia que viven las mujeres en las ciudades fronterizas, si bien las cifras y las estrategias estatales buscan ocultar y desvalorar la magnitud de los hechos, también se suman otros riesgos vinculados a la violencia simbólica, las desapariciones, el narcotráfico, el crimen organizado, violencia sexual y violencia extrema.
"Es innegable también que en Ciudad Juárez persiste un contexto social de violencia contra la mujer, un fenómeno que el gobierno está tratando de revertir a través de programas de prevención, como los que desarrolla el Instituto Chihuahuense de la Mujer".
Otra producción de la artista tiene que ver con exploraciones técnicas y estéticas sobre la luna y la naturaleza. De su trabajo se menciona que "Los grabados que ilustran estas páginas denotan una absoluta devoción a la Luna. Los trazos y la selección de colores parecen reflejar las emociones que este astro detona en nuestra artista invitada".